# Kołpaczek czarniawy
Kołpaczek czarniawy (Panaeolus ater (J.E. Lange) Kühner & Romagn. ex Bon) – gatunek grzybów należący do rzędu pieczarkowców (Agaricales).

## Systematyka i nazewnictwo
Pozycja w klasyfikacji według Index Fungorum: Panaeolus, Galeropsidaceae, Agaricales, Agaricomycetidae, Agaricomycetes, Agaricomycotina, Basidiomycota, Fungi.
Po raz pierwszy opisał go w 1940 r. Jakob Emmanuel Lange, jako Panaeolus fimicola var. ater. Do rangi gatunku podnieśli go Robert Kühner i Marcel Bon w 1985 r. Synonimy:
- Panaeolus ater (J.E. Lange) Kühner & Romagn. 1953
- Panaeolus fimicola var. ater J.E. Lange 1940
- Strophaneolus ater (J.E. Lange) Bon 1970[2].

Nazwę polską zarekomendował Władysław Wojewoda w 2003 r.

## Morfologia
Kapelusz
Początkowo wypukły, potem płaski z małym, żółtawym garbkiem, średnica 1,4–1,5 cm, powierzchnia gładka, biaława z szarobrązowym odcieniem, skórka nie da się łatwo oddzielić. Jest higrofaniczny. Brzeg regularny, nie pękający u starszych okazów.
Hymenofor
Blaszkowy, blaszki przyrośnięte, nierówne, z międzyblaszkami (l=3), średnio gęste, wąskie, o szerokości 0,15–0,2 cm, kruche, szaro-czarne. Ostrza blaszek gładkie.
Trzon
Wysokość 5,5–8,7 cm, grubość 0,15–0,2 cm, cylindryczny, początkowo pełny, potem pusty. Powierzchnia biaława, oprószona, po uszkodzeniu zmienia kolor na szarawo-brązowy. Pierścienia brak.
Miąższ
Cienki, białawy, nie zmieniający barwy po uszkodzeniu i na powietrzu, nierozpływający się. Smak i zapach łagodny.
Cechy mikroskopowe
Podstawki 17– 22,7×8,5–11,5 µm, maczugowate, 4-sterygmowe, cienkościenne, ziarniste, sterygmy o długości 2,8–4,3 µm. Zarodniki 10–14×7–9,8 (11) µm (Q = 1,42), soczewkowate, w widoku z przodu cytrynkowato-sześciokątne, w widoku z boku elipsoidalne, z żółtawymi pory rostkowymi, grubościenne, gładkie, czerwonobrązowe do czarniawo brązowych. Cheilocystydy 22,7–27×5,7–10 µm, liczne, różnokształtne, cylindryczne, maczugowate, nieco baryłkowate do wrzecionowatych, cienkościenne, na wierzchołkach gęsto ziarniste. Liczne chryzocystydy, 24–53×11,4–14 µm. Strzępki ze sprzążkami.

## Występowanie i siedlisko
Opisano występowanie kołpaczka czarniawego w Europie i Rosji. W piśmiennictwie naukowym na terenie Polski do 2003 r. podano trzy stanowiska, w późniejszych latach podano kilka następnych. Według W. Wojewody jego częstość występowania i stopień zagrożenia nie są znane. Najbardziej aktualne stanowiska podaje internetowy atlas grzybów. Znajduje się w nim na liście gatunków zagrożonych i wartych objęcia ochroną.
Naziemny grzyb saprotroficzny występujący w lasach i na wydmach.

## Właściwości halucynogenne
Kołpaczek czarniawy w owocnikach i grzybni ma psylocynę i psylocybinę – substancje o właściwościach halucynogennych. Stwierdzono ich występowanie na okazach hodowanych na sztucznych podłożach.